# All the Beauty...
All the Beauty... – pierwszy album  gothic metalowej grupy Mortal Love. Rozpoczyna on trylogię opowiadająca o miłości i odrzuceniu.

## Lista utworów
1. All the Beauty (6:13)
2. Crave Your Love (3:11)
3. Beautiful One (6:10)
4. Falling for You (5:20)
5. In the Sun (6:10)
6. Hate to Feel (6:01)
7. I Want to Die (9:51)
8. Mortally Beloved (5:22)